# 이석우 (1956년)
이석우(李錫雨, 1956년 5월 27일 ~ )는 대한민국의 언론인, 정당인이다. 박근혜 정부에서 국무총리비서실장을 역임하였다. 본관은 新平(신평)이다.

## 학력
- 경북고등학교 졸업
- 연세대학교 불어불문학 학사

## 경력
- 1980년 : 연합통신 외신부 기자
- 1989년 : 세계일보 기자
- 2002년 4월 15일 ~ 2005년 4월 16일, 2007년 4월 16일 ~ 2011년 4월 23일 : 평화방송 "열린세상 오늘! 이석우입니다" 앵커
- 2008년 12월 : 평화방송 보도국 국장
- 2012년 ~ 2014년 : 가톨릭대학교 외래교수 출강
- 2014년 3월 18일 ~ 2014년 8월 17일 : 국무총리 비서실 공보실장
- 2014년 8월 18일 ~ 2015년 3월 1일 : 국무총리 비서실장
- 2015년 5월 ~ 2017년 3월 : 제1대 방송통신위원회 시청자미디어재단 이사장
- 2017년 7월 : 동국대학교 객원교수
- 2018년 8월 : 미디어연대 공동대표
- 자유민주당 최고위원 겸 사무총장

## 역대 선거 결과
| 실시년도 | 선거  | 대수 | 직책     | 선거구   | 정당       | 득표수 | 득표율         | 순위         | 당락 | 비고      |
| -------- | ----- | ---- | -------- | -------- | ---------- | ------ | -------------- | ------------ | ---- | --------- |
| 2024년   | 총선  | 22대 | 국회의원 | 비례대표 | 자유민주당 | 없음   | \| \| 0.00% \| | 비례대표 4번 | 없음 | 등록 무효 |
|          | 0.00% |      |          |          |            |        |                |              |      |           |

| 전임 이호영 | 제2대 국무총리비서실장 2014년 8월 18일 ~ 2015년 3월 1일 | 후임 최민호 |